# Andrzej Kopff
Andrzej Attal Józef Kopff (ur. 9 marca 1922 w Krakowie, zm. 5 września 1992 tamże) – polski prawnik, profesor nauk prawnych, specjalista z zakresu prawa cywilnego.

## Życiorys
Był synem Tadeusza – urzędnika Zarządu Miejskiego w Krakowie. W 1940 r. ukończył IV Gimnazjum i Liceum im. Jana Kochanowskiego w Krakowie, a w 1941 r. podjął studia prawnicze w ramach tajnych kompletów na Wydziale Prawa Uniwersytetu Józefa Piłsudskiego w Warszawie, kontynuując je na tajnym Wydziale Prawa Uniwersytetu Jagiellońskiego do 1944 roku. W 1945 roku uzyskał stopień magistra praw, a w 1951 r. – doktora praw, na podstawie pracy „Podstawowe konstrukcje prawne prawa wynalazczego”. W 1963 roku został docentem, a w 1975 roku profesorem zwyczajnym. W latach 1981–1987 był prorektorem Uniwersytetu Jagiellońskiego. Odznaczony Krzyżem Kawalerskim Orderu Odrodzenia Polski, Złotym Krzyżem Zasługi. Medalaem Komisji Edukacji Narodowej. Został pochowany na Cmentarzu Salwatorskim w Krakowie.